# پیلسوتاس
پیلسوتاس (به لاتین: Pilsotas) یک آسمان‌خراش  در لیتوانی است که در کلایپدا واقع شده‌است.